# 巴尼奥洛迪波
巴尼奥洛迪波（義大利語：Bagnolo di Po）是意大利威尼托大区罗维戈省的一个市镇，人口约1400人（2004年）。